# Jerry Labriola junior
Gerald „Jerry“ Labriola junior (* in Naugatuck, Connecticut) ein US-amerikanischer Rechtsanwalt und Politiker (Republikanische Partei).

## Leben
Jerry Labriola junior wurde als Sohn von Jerry Labriola und dessen Frau Lois in Naugatuck geboren. Er wuchs zusammen mit zwei Geschwistern auf. Er studierte am Gettysburg College und erhielt dort 1979 einen Bachelor of Arts (B.A.). Anschließend studierte er an der Law School der Catholic University of America, wo er 1982 einen Law Degree erhielt. Von 1984 bis 1992 war er in der in Hartford ansässigen Anwaltskanzlei Pepe & Hazard, LLP tätig. Daneben war er von 1989 bis 1991 Town Attorney von Naugatuck. 1993 gründete er zusammen mit seinem Bruder David Labriola die Anwaltskanzlei Labriola and Labriola, LLC in Naugatuck.
Von 2006 bis 2011 war er Schatzmeister der Republikanischen Partei von Connecticut. 2010 kandidierte er für den Sitz im Repräsentantenhaus der Vereinigten Staaten für den dritten Wahlbezirk des Bundesstaates Connecticut, unterlag jedoch der demokratischen Amtsinhaberin Rosa DeLauro. 2011 löste er Chris Healy als Vorsitzenden der Republikanischen Partei von Connecticut ab. 2015 verzichtete er auf eine weitere Amtszeit als Parteivorsitzender. Er begründete dies mit dem schlechten Abschneiden seiner Partei bei den letzten Wahlen. Neuer Parteivorsitzender wurde J. R. Romano.
Labriola ist Mitglied der Anwaltschaft von Connecticut (Connecticut Bar Association). Er ist verheiratet und hat Kinder.